# Gulet

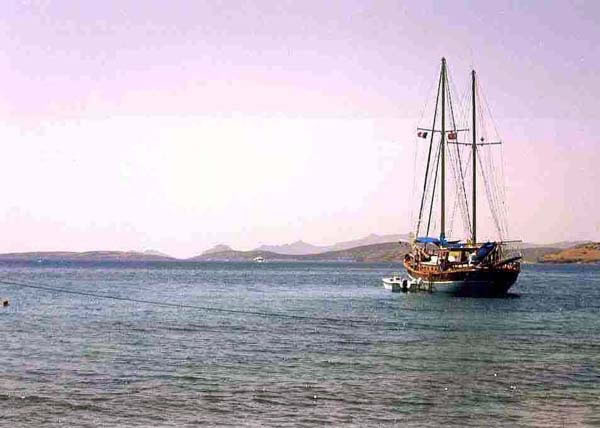
Gulet vor Bodrum

Gulets im Winterlager

Ein Gulet [ɡuˈlet] ist ein aus Holz gefertigter, dickbauchiger, meist zweimastiger Motor-Segler der türkischen Küste.
Streng genommen, beschränkt sich der Begriff auf jene Zweimaster, bei denen die Kommandobrücke zwischen den beiden Masten steht. Im allgemeinen Sprachgebrauch wird jedoch meist jeder Passagiermotorsegler für Touristen als Gulet bezeichnet.
Gulets wurden seit der Antike in Karien (vor allem in Bodrum und Marmaris) gebaut und waren über Jahrtausende der Typ des Handelsseglers, der Amphoren mit Oliven und Wein und viele andere kostbare Güter entlang der türkischen Küsten beförderte. Ihre Takelage hat sich im Lauf der Zeit gewandelt, heute werden nur noch Hochsegel gefahren.
Die heutigen Gulets werden immer noch in Bodrum und dem in der Nähe liegenden Bozburun sowie in Marmaris wie auch Fethiye aus Holz gefertigt, sind zu einem wichtigen und charakteristischen Teil des türkischen Tourismus geworden. Sie wurden weiterentwickelt und sind mit Motor und teils moderner Ausrüstung versehen. Geschätzt wird an ihnen die Wärme und Atmosphäre der hölzernen Bauweise.
Gulets fahren meist unter Motor. Aufgrund der mäßigen Segeleigenschaften und dem Mangel an erfahrenen Seglern werden die Segel nur selten gesetzt.

## Geschichte
Die Ursprünge der Gulet liegen im traditionellen Schiffbau der Küstenregionen der Türkei, vor allem an der südwestlichen Küste, in Orten wie Bodrum und Marmaris. Die Entwicklung und Geschichte der Gulet sind hier zusammengefasst.
- Die Herkunft der Gulet reicht bis in die Zeit der Phönizier und anderer antiker Seefahrerkulturen zurück, die Holzboote zum Handel und zur Fischfang benutzten. Doch später entwickelte sich die präzise Form des modernen Gulets.
- Im Osmanischen Reich: Ähnliche Boote wurden während des Osmanischen Reiches für unterschiedliche Zwecke verwendet, wie zum Beispiel für Fischerei, Handel und militärische Aktivitäten. Diese Schiffe hatten eine hohe Belastbarkeit und konnten entweder unter Segeln oder mit Rudern betrieben werden.
- 20. Im 20. Jahrhundert waren Gulets in erster Linie als Arbeitsschiffe verwendet worden. Sie brachten Güter entlang der türkischen Küste und auf die umliegenden Inseln mit. Aufgrund ihrer Stabilität und Seetüchtigkeit eigneten sich die Schiffe perfekt für die schwierigen Gegebenheiten des Mittelmeers.
- Tourismusboom: Die Gulet wurde in den 1970er Jahren vom Arbeitsschiff zu einem Freizeit- und Tourismusboot umgebaut. Aufgrund des zunehmenden Tourismus in der Türkei wurden zahlreiche Gulets umgebaut, um Fahrgäste in bequemeren Kabinen unterzubringen. Die Beliebtheit dieser Schiffe wurde maßgeblich durch den bekannten „Blauen Reise“-Tourismus beeinflusst, bei dem Touristen auf Gulets entlang der türkischen Küste segeln.
- Heutzutage handelt es sich bei Gulets um hochwertige Charteryachten mit sämtlichen modernen Annehmlichkeiten. Sie entstehen nach wie vor in den herkömmlichen Werften von Fethiye, Marmaris und Bodrum, aber unter Verwendung modernster Techniken und Materialien. Die Schiffe repräsentieren die maritime Kultur der Gegend und verbinden modernes Komfortdesign mit traditionellem Design.